# Juana Reina
 (avril 2025).
Si vous disposez d'ouvrages ou d'articles de référence ou si vous connaissez des sites web de qualité traitant du thème abordé ici, merci de compléter l'article en donnant les références utiles à sa vérifiabilité et en les liant à la section « Notes et références ».
Juanita Reina Castrillo, surnommée La Reina de la Copla, est une chanteuse et actrice espagnole née à Séville le 25 août 1925 et décédée à Séville le 19 mars 1999.

## Biographie
Juana est née dans le district de Macarena, à Séville. Sa mère était Dolores Pascual Castrillo. Elle était l'aînée de neuf enfants (Joanna, Manuela, Joseph, Gertrude, Henri, François, Dolores, Maria Teresa et Maria Angeles). Le bâtiment de sa naissance a été démoli et la famille a déménagé à la rue Torrijiano, où elle a passé son enfance et sa jeunesse. Elle a appris à danser à l'Académie des Enrique el Cojo, et les classes ont été payées par son grand-père. Elle chante lors des mariages et des baptêmes dans le quartier où elle a grandi. À treize ans, et grâce à l'administrateur du théâtre Cervantes à Séville, Juanita chante à la fin du spectacle. Grâce à un prêt de 125 000 pesetas, son père monte le premier spectacle pour Juanita: Les Churumbeles. Ils jouent au théâtre San Fernando de Séville. Après le succès à Séville, l'artiste parcours l'Andalousie. Elle enregistre avec "la voix de son Maître". Son père devient son représentant, il monte le deuxième spectacle, cette fois avec son propre argent. Le spectacle est présenté au Juanita Reina Victoria théâtre à Madrid.
En 1941, elle fait ses débuts au cinéma dans le film La Paloma Blanca, grâce à Claudio de la Torre. Elle travaille dans plusieurs spectacles de Quintero. Le film a réussi à augmenter sa notoriété et joue dans plusieurs films dans les années 1940. Compte tenu du potentiel de sa voix d'alto, on l'a encouragé à chanter de l'opéra, mais elle a toujours clamé son amour pour la chanson. Elle n'a jamais chanté de chansons d'autres artistes, et tous ses numéros musicaux ont été créés pour elle.
Le 15 juin 1964, elle épouse le danseur Federico Casado Algrenti (es), plus connu sous le nom de "Caracolillo", à la basilique de la Macarena. Un an après son fils unique nait, qui deviendra journaliste, Federico Casado Reina. Après avoir vécu quelque temps à Madrid, elle retourne à Séville où son mari a ouvert une école de danse, la sevillanas Academy. En 1975 elle reçoit la Médaille d'Argent du Mérite au travail. 
Un point culminant de sa carrière est à l'Exposition Universelle de Séville 1992 où elle chante avec Rocío Jurado, Nati Mistral, Maria Vidal (en) et Imperio Argentina. En 1992, elle reçoit la Médaille d'or de l'Andalousie. En 1994, la Mairie de Séville a consacré un kiosque à son nom dans le Parc de Maria Luisa. Elle reçoit aussi la Médaille d'or du mérite des beaux-arts en 1960.
Le 19 mars 1999, l'artiste est hospitalisée à la clinique Sacré-Cœur de Séville, souffrant d'insuffisance respiratoire. Une heure plus tard, à 20h30, elle décède. Elle a été enterrée au cimetière de San Fernando de Séville, après des funérailles en présence de plus de 3 000 personnes, ainsi que des artistes et les autorités.

## Filmographie
| - La Blanca Paloma (1941) - Canelita en Rama (1943) - Macarena (es) (1944) - Serenata española (1947) - La Lola se va a los puertos (es) (1947) | - Vendaval (1949) - Lola la Piconera (1951) - Gloria Mairena (1952) - Aeropuerto (1953) | - Sucedió en Sevilla (1955) - La novia de Juan Lucero (1959) - Canciones de nuestra vida (1975) |